# Gempylowate
Gempylowate (Gempylidae) – rodzina morskich ryb okoniokształtnych. Poławiane dla smacznego mięsa (w tym gatunki spotykane pod handlową nazwą ryby maślane).
Występowanie : morza strefy tropikalnej i subtropikalnej

## Klasyfikacja
Rodzaje zaliczane do tej rodziny:
Diplospinus — Epinnula — Gempylus — Lepidocybium — Nealotus — Neoepinnula — Nesiarchus — Paradiplospinus — Promethichthys — Rexea — Rexichthys — Ruvettus — Thyrsites — Thyrsitoides — Thyrsitops — Tongaichthys